# Daniil Zorin
Daniil Alekseevič Zorin (in russo Даниил Алексеевич Зорин?; Mosca, 22 febbraio 2004) è un calciatore russo, centrocampista dello Spartak Mosca.

## Carriera

### Club
Cresciuto nel settore giovanile dello Spartak Mosca, il 19 ottobre 2022 ha debuttato in prima squadra nell'incontro di Kubok Rossii vinto 2-1 contro il Fakel Voronež e quattro giorni dopo ha esordito anche in Prem'er-Liga contro il Chimki.
Il 4 agosto 2023 è passato in prestito alla Dinamo Minsk dove ha dato contributo determinante alla vittoria del campionato con 7 reti segnate in 11 incontri. Rientrato a Mosca nel gennaio del 2024, ha saltato il resto della stagione a causa di problemi fisici, rimanendo comunque in rosa nella stagione successiva, dove ha realizzato i suoi primi gol con il club biancorosso in coppa nazionale. Il 20 febbraio 2025 è stato prestato all'Achmat Groznyj ed il 31 maggio ha segnato il gol decisivo al 92' della gara di ritorno dei play-out contro l'Ural che ha garantito la permanenza in massima divisione al club ceceno.

### Nazionale
Ha giocato con le nazionali giovanili russe Under-16, Under-17, Under-18, Under-19 ed Under-21.

## Statistiche

### Presenze e reti nei club
Statistiche aggiornate al 29 luglio 2025.
| Stagione             | Squadra              | Campionato           | Campionato | Campionato | Coppe nazionali | Coppe nazionali | Coppe nazionali | Coppe continentali | Coppe continentali | Coppe continentali | Altre coppe | Altre coppe | Altre coppe | Totale | Totale | Totale |
| Stagione             | Squadra              | Comp                 | Pres       | Reti       | Comp            | Pres            | Reti            | Comp               | Pres               | Reti               | Comp        | Pres        | Reti        | Pres   | Reti   |        |
| -------------------- | -------------------- | -------------------- | ---------- | ---------- | --------------- | --------------- | --------------- | ------------------ | ------------------ | ------------------ | ----------- | ----------- | ----------- | ------ | ------ | ------ |
| 2022-2023            | Spartak Mosca        | PL                   | 2          | 0          | CR              | 4               | 0               | -                  | -                  | -                  | -           | -           | -           | 6      | 0      |        |
| 2023                 | Dinamo Minsk         | VL                   | 11         | 7          | CB              | 0               | 0               | -                  | -                  | -                  | -           | -           | -           | 11     | 7      |        |
| gen.-giu. 2024       | Spartak Mosca        | PL                   | 0          | 0          | CR              | 0               | 0               | -                  | -                  | -                  | -           | -           | -           | 0      | 0      |        |
| 2024-feb. 2025       | Spartak Mosca        | PL                   | 4          | 0          | CR              | 6               | 2               | -                  | -                  | -                  | -           | -           | -           | 10     | 2      |        |
| feb.-giu. 2025       | Achmat Groznyj       | PL                   | 10+2       | 1+1        | CR              | 2               | 0               | -                  | -                  | -                  | -           | -           | -           | 14     | 2      |        |
| 2025-2026            | Spartak Mosca        | PL                   | 0          | 0          | CR              | 0               | 0               | -                  | -                  | -                  | -           | -           | -           | 0      | 0      |        |
| Totale Spartak Mosca | Totale Spartak Mosca | Totale Spartak Mosca | 6          | 0          |                 | 10              | 2               |                    | -                  | -                  |             | -           | -           | 16     | 2      |        |
| Totale carriera      | Totale carriera      | Totale carriera      | 27+2       | 8+1        |                 | 12              | 2               |                    | -                  | -                  |             | -           | -           | 41     | 11     |        |

## Palmarès

### Club

#### Competizioni nazionali
- Campionato bielorusso: 1

Dinamo Minsk: 2024